# کلوین کلاین (طراح مد)
کلویین ریچارد کلاین (به انگلیسی: Calvin Richard Klein) (زادهٔ ۱۹ نوامبر ۱۹۴۲) طراح مد آمریکایی و بنیانگذار شرکت کلوین کلاین (۱۹۶۸) است. او علاوه بر پوشاک در زمینه تولید عطر، جواهر و ساعت نیز فعالیت داشته است.

## زندگی‌نامه
کلوین کلاین زادهٔ ۱۹ نوامبر ۱۹۴۲ در آمریکا است. او در مدرسه عالی هنر و طراحی مد و مدل لباس، ثبت نام کرد و مشغول به تحصیل شد، اما هرگز از مؤسسه مد نیویورک فارغ‌التحصیل نشد فقط ۲۰۰۳ دکترای افتخاری دریافت کرد. کار آموزی خود را زمینه مدل و طراحی مدل لباس ۱۹۶۲ در کار گاه خط تولید قدیمی کت و شلوار شروع کرد. بعد صرف ۵ سال کار طراحی مدل و مدل لباس دخترانه و دیگر طراحی‌ها در مغازه‌های نیویورک، اولین شرکت خود را ۱۹۶۸ با دوست دوران کودکی خود به نام بری شوارتز راه‌اندازی کرد.
کلاین به عنوان یکی از رهبران طراحی مختلف در جامعه یهودی مهاجر در برانکس مطرح شد (همراه رابرت دنینگ، رالف لورن). او، تحت حمایت بارون توسط معرفی کار خود در گلچین مد صحنه نیویورک (صحنه نمایش مد) کلاین بلافاصله به خاطر استعدادش در اولین نمایش خود (هفته مد نیویورک) به رسمیت شناخته شد، موفقیت دیگری هم قبل از آن به دست آورده بود آن هم به راه انداختن اولین خط تولید شلوار جین بود. ۱۹۶۵ ازدواج کرد و دارای دختر شد (مارچی) که مارچی حال حاضر به عنوان تولیدکننده استعدادهای درخشان برای NBC که شنبه شب‌ها برنامه زنده کار می‌کند، ۱۹۷۴ طلاق گرفت. یک بار هم دخترش در ماجرای گروگانگیری ۱۹۷۸ به مدت ۹ ساعت گروگان گرفته شده بود که با پرداخت باج ۱۰۰/۰۰۰ $ آزاد شد و گروگانگیرها هم توسط پلیس دستگیر شدند. ۱۹۸۶ دوباره ازدواج کرد، این بار با فارغ‌التحصیل مد به نام کلی رکتور که شرکت کلین کار می‌کرد که او بعدها به عنوان یک عکاس مقتدر شناخته شد و ۲۰۰۶ طلاق گرفتند.
- ۲۰۰۳ خریداری کرد املاک مقابل اقیانوس، روستای ساوتهمپتون، لاگ آیلند، نیویورک.
- کلاین اهدا کننده پرکار حزب دموکرات است بخاطر دلایل سیاسی.

## حرفه
شرکت کلوین کلاین یک پیشرو در زمینه طراحی مد، مدل، مدل لباس مجلسی، مدل لباس و استودیو بازار یابی جهان، طرح‌ها و بازارهای زنان و مردان طراحی مجموعه پوشاک و طیف وسیعی محصولات دیگر که تولید و به بازار عرضه می‌شود که توسط شبکه‌ای گسترده برای صدور مجوز قرار داد و سایر ترتیبات در سرتاسر جهان، است. برندها و شیوه زندگی شامل مجموعه، شلوار جین، لباس زیر و … ارائه می‌دهند.
محصولات کلوین کلاین که در پیرامون مدل لباس مجلسی و مدل لباس تحت عنوان کلوین کلاین ارائه می‌شود شامل محصولات زیر است:
PVH یکی از بزرگ‌ترین شرکت‌های تولیدکننده پوشاک، مدل لباس جهان است صاحب آن و بازارش را با نام تجاری خودش می‌شناسند. این شرکت بزرگ‌ترین و وسیع‌ترین شرکت مدل لباس و بازار مدل و مدل لباس انواع کالا تحت نام تجاری calvin klein است.

## جایزه‌ها
1. سال ۱۹۷۴ با طراحی شلوار جین تنگ به سود ۲۰۰/۰۰۰ $ هفتگی از فروش آن رسید،
2. همان سال اولین طراح لباس مردان و زنان CFDA شد.
3. سال ۱۹۸۳ در لیست بین‌المللی بهترین لباس قرار داده شد.
4. همچنین سال‌های ۸۱٬۸۳ ،۹۳ جوایز شوراهای طراحی مد از آمریکا را دریافت.